# Suhura Ismail Khan
Suhura Ismail Khan (* 1961, 1962, 1965 oder 1966 in Jijiga) ist eine äthiopische Unternehmerin. Sie handelt mit der Kaudroge Khat und gilt als wohlhabendste Frau ihres Landes sowie als eine der reichsten Frauen Afrikas. Im September 2018 schätzte das Wirtschaftsmagazin Forbes ihr Vermögen auf umgerechnet 200 Millionen US-Dollar.

## Leben

### Privatleben
Suhura Ismail Khan kam in den 1960er Jahren in der Stadt Jijiga zur Welt und besuchte lediglich fünf Jahre lang die Schule. Ihre Eltern waren selbständige Kleinunternehmer und arbeiteten als Khathändler. Sie ist seit 1993 mit dem somaliländischen Mohammed Ismail Tarabi verheiratet und hat zehn Kinder. Zusammen mit ihrem Ehemann unternahm sie 2010 eine viermonatige Pilgerfahrt – inklusive Haddsch – nach Mekka.
Mehrmals wurde Khan, die beste Kontakte in Regierungskreise der TPLF hat und nach eigenen Angaben einen „guten Draht zum Premierminister“ Meles Zenawi besaß, als äthiopische Unternehmerin/Geschäftsfrau des Jahres ausgezeichnet – unter anderem, weil sie so viele Steuern zahlt, wie sonst kaum jemand im Land. Allein 2008 führte sie umgerechnet 37 Millionen US-Dollar an den Staat ab.

### Geschäftliche Tätigkeit
Khan half bereits früh im Geschäft ihrer Eltern aus und war auch als Kath-Straßenhändlerin tätig. Später führte sie den Betrieb eigenverantwortlich, erwirtschaftete aber keinen großen Gewinn. 1993 kam sie auf die Idee, die geernteten Sträucher ins benachbarte Somaliland zu exportieren – dort konsumieren 80 Prozent aller Männer die jungen Blätter als leichtes Rauschmittel; auf Grund häufiger Dürreperioden ist der Anbau vor Ort allerdings nicht möglich. Mit dieser Maßnahme hatte Khan eine Marktlücke entdeckt und konnte schnell expandieren.
Mittlerweile leitet sie von Jijiga aus ein Handelsimperium mit mehreren Tausend Mitarbeitern, das über dutzende LKW und seit 2009 eine eigene Fluggesellschaft (Suhura Airways) mit Antonow-Frachtflugzeugen verfügt. Sie kontrolliert in Äthiopien mehr als 50 Prozent des Khat-Umsatzes und ist damit Weltmarktführerin. Im Jahr 2011 verkaufte sie pro Tag zwischen 30 und 40 Tonnen Khat. Khans Firmenregistriernummer 571 ist inzwischen im nordöstlichen Äthiopien zum omnipräsenten Markenzeichen ihres Unternehmens geworden. Ihren Export in weitere Staaten organisiert Khan hauptsächlich über die dortigen äthiopischen Botschaften und Konsulate. Darüber hinaus hat sie im Laufe der Jahre umfangreiche Öffentlichkeitsarbeit betrieben und so maßgeblich dazu beigetragen, dass die Kaudroge in Äthiopien als ganz normale Handelsware anerkannt ist.
Ursprünglich hatte sie geplant, sich um 2010 aus ihrem Unternehmen zurückzuziehen. Während ihrer Pilgerfahrt überließ sie ihren vier ältesten Söhnen das Geschäft. Da diese allerdings in der vergleichsweise kurzen Zeit einen Verlust von umgerechnet mehr als einer Million Euro erwirtschafteten, übernahm sie anschließend selbst wieder die Leitungsposition.